# فرانشيسكا آرنستانوفا
فرانشيسكا آرنستانوفا، (الاسم الكامل: فرانشيسكا حنا آرنستانوفا، 19 فبراير عام 1865- أغسطس 1942) شاعرة بولندية وكاتبة مسرحيات ومترجمة عن اليهودية. تقع الكثير من أعمالها الإبداعية ضمن فترة بولندا الشابة، مشتملة على أسلوب المرحلة الأخيرة للرومانسية الجديدة. لقبت فرانشيسكا باسم «أسطورة لوبلين».

## العائلة
فرانشيسكا آرنستانوفا هي ابنة الروائية ميريسون المولودة في لوبلين (اسمها الحقيقي، مالكا ميريسون، نيي هوروفيتس 1921-1839)، من سكان لوبلين الأصليين، وبرنارد (بيريك أو بير) ميريسون (ولد عام 1837)، من سكان تيكوتشين الأصليين، وهو تاجر عالمي وأحد رجال الاقتصاد الأساسيين في لوبلين. أما شقيقها فهو الفيلسوف الفرنسي إيميل ميريسون والمستقر في باريس. التحقت فرانشيسكا بمدرسة للبنات في لوبلين وذهبت إلى ألمانيا لتكمل دراساتها العليا في البيولوجيا وسافرت مطولًا في أوروبا. تزوجت فرانشيسكا من ماريك آرنيستاين (1930-1855)، في 7 يناير عام 1885، الطبيب الذي تلقى تعليمه في وارسو، فيننا وبرلين وفي باريس أيضًا، وعمل كسياسي وناشط اجتماعي. يعود في أصله إلى بلدة كاجيميريج دولني ولكنه استقر في لوبلين منذ عام 1884. كان لدى الزوجين ابنة تدعى ستيفانيا آرنستاينوفنا (نحو 1942-1890 واسمها عند الزواج ميسيسلافاسكا)، وابنًا يدعى جان آرنستاين (1934-1897)، كان معشوق والدته آرنستانوفا، التي حطمها موته نتيجة مرضه بالسل.

## الحياة والعمل
استهلت أرنستانوفا أولى أعمالها الشعرية كشاعرة في عمر 23 بقصيدة «نا أوكريسي» (على متن السفينة)، التي نشرت في صحيفة كورير سودجيني في 1 أكتوبر عام 1888. أصدرت أول مجموعة شعرية لها في شكل كتاب منذ عام 1895 تحت عنوان «شعر»، وكرست هذا العمل لوالدتها الروائية مالوينا ميريسون. ينقسم هذا الكتاب إلى ستة أقسام متباينة تحمل عناوين مثل «سوناتات»، و«أنغام» و«تواريخ» و«من جبال تيرول». لم تحمل القصيدة الافتتاحية أي عنوان لكنها بدأت بالكلمات التالية «لا تنوح...». حددت آرنستانوفا برقة استثنائية وخشوع بنوي، مسار قصائد المجموعة في محاولة منها لتهدئة ألم والدتها في تشتت أغانيها بسبب رياح الزمن إلى أقصى خبايا الروح: يتجلى المعنى الخفي في أن القصائد ضمن هذه المجموعة ستصبح ملك والدتها، وستغني الابنة الآن لوالدتها، ممسكة العود بيدها جالسة عند قدميها. (في القصيدة الأخيرة من المجموعة، تشير الشاعرة مرة أخرى بشكل مباشر إلى والدتها، «يا أمي، لماذا منحتني قلبًا هشًا..»). كان الاهتمام الكلي والحب تجاه البشر الذين يعيشون حيواتهم العادية وعاداتهم الفولكلورية ببساطة، الأمر الذي برهنت عليه آرنستانوفا، هو السمة الرئيسية للمجموعة من الناحية الموضوعية. في الوقت نفسه، لامست آرنستانوفا برقة الأسئلة الاجتماعية اليومية مستخدمة اللغة ضمن قالب شعبي-سوداوي. سيقدم هذا المجلد الشعري آرنستانوفا على الفور كصوت أساسي في الشعر البولندي بين أولئك الذين يتناولون الموضوعات الشعبية للأمة.
صدرت مجموعتها التالية في عام 1899 تحت عنوان «شعر»: سيريا الثانية («أشعار: سلسلة ثانية» طبعة ثانية، 1911). يحتوي المجلد الأخير على قصيدة «من ليالي السهد» التي كرستها لزوجها ماريك آرنيستاين، وكذلك القصيدة البارزة «في ذكرى ميرانو» التي تستدعي فيها ذكرى أسفارها في مقاطعة ترينتينو آلتو آديجي في إيطاليا، والتي تبدأ:
ميرانو... أستذكر... كما الآن بفعل الشتاء الصاخب
تكفنني نفحات الريح المتجمدة، فأغمض عينيّ سريعًا
وأنزلق نحو الوادي المبارك في أحلام يقظة.
ماكسوا غراليفيسكي (1972-1900)، شاعر ومفكر معروف من لوبلين. استشهد بتقرير (وصفه بأنه غير مؤكد)، يقول هذا التقرير بأن آرنستانوفا كان من المفترض لها أن تخضع لعلاج (ناجح) للسل في ميرانو، وهو خيار متاح للأثرياء فقط.

### الحرب العالمية الأولى
خلال الحرب العالمية الأولى، شاركت آرنستانوفا في الصراع المسلح من أجل استقلال بولندا كعضو ضمن المنظمة العسكرية البولندية في لوبلين (كان منزلها في بلدة لوبلين القديمة أرشيفًا سريًا للمنظمة العسكرية البولندية ومركز تجمع لباقي المنظمات، مثل اتحاد النضال المسلح وحركة الكشافة السرية البولندية، أما القبو الواسع فكان ترسانة أسلحة).